# 鷹橋忍
鷹橋 忍（たかはし しのぶ、1966年 - ）は、日本の作家。神奈川県生まれ。
古のユニークな兵器・武器に関心があり、城は究極の武器・兵器と考えている。
別のペンネームで小説家としても活躍している。 

## 作品リスト
- 水軍の活躍がわかる本: 村上水軍から九鬼水軍、武田水軍、倭寇…まで（2014年7月 KAWADE夢文庫）ISBN 9784309499000
- 城の戦国史 どう攻めたか いかに守ったか（2015年4月 KAWADE夢文庫）ISBN 9784309499192